# Intruso Armónico
Intruso Armónico es el quinto álbum de estudio de la banda colombiana Estados Alterados. Fue lanzado en septiembre de 2014 producido por Víctor García y al igual que la anterior entrega fue editado de forma independiente incluyendo una llamativa y curiosa edición en Disco de vinilo.
Este disco musicalmente se aleja un poco del reciente “Romances Científicos” seguramente retomando sonidos de sus primeros trabajos el primer sencillo "Guayaquil" tiene sonidos de bandoneón como tributo a la tradición bohemia en el homónimo barrio de Medellín
Intruso Armónico cuenta con 11 temas completamente nuevos, para este disco el grupo se reduce a Elvis y Ricky acompañados un importante grupo de colaboradores, en este trabajo el grupo mantiene letras surrealistas, un sonido fresco, ritmos industriales y sonido de guitarras en sus principales temas, letras existencialismos y descomplicadas son la constante de este nuevo disco.

## Lista de temas
| Intruso Armónico |                      |          |  |
| N.º              | Título               | Duración |  |
| 1.               | «Mi Mente»           | 3:06     |  |
| 2.               | «A Toda»             | 2:55     |  |
| 3.               | «Guayaquil»          | 3:13     |  |
| 4.               | «Inventándome»       | 3:27     |  |
| 5.               | «Por Ti»             | 3:19     |  |
| 6.               | «Quiero Más»         | 2:43     |  |
| 7.               | «Snuff»              | 2:21     |  |
| 8.               | «Soñado e Imaginado» | 3:41     |  |
| 9.               | «Navegante»          | 3:41     |  |
| 10.              | «Seguridad»          | 3:10     |  |
| 11.              | «Atonal»             | 3:25     |  |
| 35:01            |                      |          |  |

## Videoclips
- «Guayaquil»
- «Por Ti»
- «Inventándome»

## Músicos
Estados Alterados
- Fernando Sierra -Elvis-
- Ricardo Restrepo -Ricky

Músicos Invitados
- Juan Gallego - Bajo & Máquinas
- Victor "Bender" García - Guitarras
- Dilson Diaz - Coros «Seguridad»
- Monica Giraldo - Coros «Soñado e Imaginado»
- Alejandro Sánchez - Bandoneón «Guayaquil»
- Michael Dessen - Trombón Experimental «Atonal»